# Wereldkampioenschap wegrace 1961
Het wereldkampioenschap wegrace seizoen 1961 was het dertiende in de geschiedenis van het door de FIM georganiseerde wereldkampioenschap wegrace.

## Algemeen

### FIM
In 1961 werd de kalender uitgebreid met vier Grands Prix: DDR, Zweden, Argentinië en Spanje, maar alleen bij de TT's van Man en Assen kwamen alle klassen aan de start. De 125- en de 250cc-klassen waren de enigen die elf wedstrijden hadden.
Uiteindelijk betekende 1961 een mijlpaal in het wereldkampioenschap wegrace: Terwijl het er eerst naar uitzag dat MV Agusta zonder concurrentie de soloklassen kon domineren, gingen in dit jaar voor het eerst in de geschiedenis wereldtitels naar een Japans merk: Honda won de 125- en de 250cc-klasse. Aan het einde van het seizoen deed graaf Domenico Agusta een slimme zet toen hij Hailwood voor de laatste twee wedstrijden zijn viercilinders aanbood. Hailwood, die de Honda-fabrieksrijders met een privé-Honda had verslagen in de 250cc-klasse, kreeg van Honda als "dank" de rekening voor de huur van de motorfietsen, maar van MV Agusta de waardering voor zijn talent. Dit was het begin van de haat-liefdeverhouding tussen Hailwood en Honda.

## Merken/teams
- Ook kleinere merken richtten zich nu wat meer op het 125cc-wereldkampioenschap, zoals EMC en Bultaco. Dat laatste merk huurde Ralph Rensen in, maar die verongelukte op 16 juni tijdens de Senior TT met een Norton Manx.
- Honda begon aan het seizoen met de 125cc-2RC 143, die eigenlijk een tussenmodel moest zijn tussen de Honda RC 143 en de Honda RC 144. In de 250cc-klasse zette het de RC 162 in. Daarnaast bouwde men een groot fabrieksteam op met Tom Phillis, Jim Redman, Sadao Shimazaki, Kunimitsu Takahashi, Teisuke Tanaka, Naomi Taniguchi en Luigi Taveri. De Honda RC 144 bleek echter niet te voldoen en werd slechts één keer ingezet. In de 125cc-klasse ging de titel bijna naar Ernst Degner (MZ), maar die koos voor zijn vrijheid door uit de DDR te vluchten waardoor hij in de laatste GP zonder motorfiets zat. Tom Phillis greep daar de wereldtitel. In de 250cc-klasse moest het fabrieksteam buigen voor Mike Hailwood, die was begonnen met een 125cc-EMC en een 250cc-Mondial, maar die met steun van vader Stan Honda's huurde. Ook Bob McIntyre en (tegen het einde van het seizoen) John Hartle huurden Honda's, maar privérijder Hailwood werd wereldkampioen. Honda maakte aan het einde van het seizoen een fout: in plaats van Hailwood's talent te waarderen stuurde het de rekening voor de huur van de motorfietsen. Hailwood tekende vervolgens voor MV Agusta, dat hem in de laatste GP's al van fabrieksracers voorzag.
- MV Agusta liet de lichte klassen schieten en concentreerde zich op de 350- en de 500cc-klasse met aanvankelijk slechts één rijder, Gary Hocking. Het zag echter ook het talent van Mike Hailwood, die de laatste twee races fabrieksracers kreeg als voorbereiding van zijn contract in het seizoen 1962.
- MZ begon het seizoen met de Oost-Duitse coureurs Walter Brehme, Ernst Degner, Hans Fischer en Werner Musiol, maar ook Alan Shepherd en de Hongaar László Szabó kregen machines. In de 250cc-klasse kwam het er niet aan te pas, maar Degner werd op een haar na wereldkampioen 125 cc. MZ had echter ook te lijden onder de toenemende spanningen tussen het Oostblok en het Westen, die in 1961 hun dieptepunt bereikten door de bouw van de Berlijnse muur en het IJzeren Gordijn. De Oost-Duitse rijders werden strikt begeleid en hun families moesten ook toen de grenzen nog open waren thuisblijven om te garanderen dat de coureurs naar huis kwamen. Zij zagen door hun reizen de grote verschillen tussen oost en west ontstaan en Degner wist zijn gezin te laten vluchten en deed meteen daarna, met steun van Suzuki, hetzelfde. Daarmee verloor MZ de 125cc-titel aan Tom Phillis (Honda) en al haar belangrijke technische informatie aan Suzuki.
- Suzuki, dat in 1960 nog onder de naam "Colleda" met de 125cc-Colleda RT 60 was aangetreden tijdens de TT van Man, verscheen daar nu met de 125cc-Suzuki RT 61 en de 250cc-Suzuki RV 61. Er werden geen resultaten geboekt, behalve het feit dat Suzuki in de persoon van teammanager Jimmy Matsumiya de vlucht van Ernst Degner voorbereidde en uitvoerde. Daardoor kwam de technische kennis van MZ-constructeur Walter Kaaden in handen van Suzuki en dat leidde tot negen wereldtitels in de jaren zestig.
- Yamaha reisde voor het eerst af naar Europa. Voor de lichte klassen was de Franse Grand Prix in Clermont-Ferrand al de derde wedstrijd, en daar verscheen Yamaha voor het eerst op het toneel met de 125cc-RA 41 en de 250cc-RD 48. In de 125cc-klasse werden geen punten gescoord, maar in de 250cc-klasse haalde Fumio Ito er 7 en Yoshikazu Sunako 1. Cees van Dongen kreeg een RA 41 voor de TT van Assen, waarmee hij dertiende werd. Hierna trok Yamaha zich tot 1963 terug om de machines verder te ontwikkelen.

## Coureurs
- Florian Camathias had een echt pechseizoen. In de Spaanse Grand Prix viel hij uit en vervolgens kregen hij en bakkenist Hilmar Cecco een ernstig ongeluk in Modena. Cecco overleed en Camathias was zodanig gewond dat hij het hele seizoen niet meer aan de start kon komen.
- Ernst Degner zag de spanningen tussen het Oostblok en het Westen toenemen en begon al tijdens de TT van Man samen met Suzuki-teammanager Jimmy Matsumiya aan de voorbereiding van zijn vlucht naar het Westen. Die vlucht slaagde op 17 september, de avond naar de Zweedse Grand Prix. Degner stond op dat moment aan de leiding van de 125cc-stand, nipt voor Honda-rijder Tom Phillis. Degner kreeg vanzelfsprekend geen MZ meer en leende een EMC voor de Argentijnse Grand Prix. Die machine arriveerde te laat waardoor Phillis wereldkampioen was. Degner, die ook zijn gezin had laten vluchten, had zijn wereldtitel ingeleverd voor zijn vrijheid.
- Helmut Fath en bakkenist Alfred Wohlgemuth wonnen de openings-Grand Prix in Spanje. Tijdens de Eifelrennen op de Nürburgring kregen zij een ongeval, dat Alfred Wohlgemuth het leven kostte. Fath zelf was zwaargewond en moest om aan geld te komen zijn complete race-uitrusting inclusief zijspancombinatie verkopen.
- Mike Hailwood begon zijn seizoen met een 500cc-Norton 30M, een 350cc-AJS 7R, een 250cc-FB Mondial en een 125cc-EMC. Al vroeg in het seizoen huurde vader Stan twee Honda's, een 125cc-2RC 143 en een 250cc-RC 162. Met die laatste machine reed hij naar de wereldtitel, waarop MV Agusta hem fabrieksracers voor de laatste races én een contract voor het seizoen 1962 aanbood.
- Gary Hocking was, nu Carlo Ubbiali en John Surtees gestopt waren, eerste en feitelijk enige rijder bij MV Agusta. Hij hoefde zich alleen op de zwaarste klassen te concentreren, want MV liet de 125- en 250cc-klasse schieten. Hij werd in twee klassen wereldkampioen en kreeg pas aan het einde een nieuwe teamgenoot in Mike Hailwood.
- Luigi Taveri bood zijn diensten aan bij Honda toen MV Agusta zich uit de lichte klassen terugtrok. Hij was nog nooit wereldkampioen geweest, maar was wel bijna altijd op het podium geëindigd. Toch stapte hij niet graag over als gevestigd topcoureur die moest vragen om een motorfiets (in feite had zijn vrouw dat gedaan door een brief aan Soichiro Honda te sturen).

### Debutanten
- Gustav Havel debuteerde tijdens de Duitse Grand Prix met een tiende plaats in de 250cc-race en een tweede plaats in de 350cc-race.
- Heinz Luthringshauser debuteerde in de GP van Spanje met een vijfde plaats in de zijspanklasse.
- Gyula Marsovszky debuteerde in de GP van Frankrijk met een vierde plaats in de 500cc-race.
- Phil Read debuteerde in de TT van Man met een overwinning in de Junior TT.
- Colin Seeley debuteerde in de TT van Man met een zesde plaats in de Sidecar TT.
- Yoshikazu Sunako debuteerde in de TT van Man maar viel in twee klassen uit.

### Gestopt
Bob Anderson beëindigde zijn motorcarrière en reed in de jaren zestig in de Formule 1. In het seizoen 1966 reed hij nog één keer met een fabrieks-Yamaha RD 05 in de TT van Assen, waar hij vijfde werd. John Hempleman, Emilio Mendogni, Alberto Gandossi en Giichi Suzuki beëindigden hun carrière ook.

### Overleden
- Tijdens de Eifelrennen op de Nürburgring op 30 april verongelukte Dickie Dale, die in dat jaar nog slechts als privérijder met een Norton in internationale wedstrijden verschenen was.
- In hetzelfde weekend kregen Helmut Fath en Alfred Wohlgemuth een ongeluk tijdens de zijspanrace, dat aan Wohlgemuth het leven kostte.
- Na de Spaanse Grand Prix verongelukte Hilmar Cecco, de bakkenist van Florian Camathias.
- Op 12 juni verongelukte de Zwitserse Marie Lambert, die als bakkeniste voor haar man Claude optrad, tijdens de Sidecar TT.
- Op 16 juni verongelukte Ralph Rensen tijdens de Senior TT. Hij werd postuum zesde in de 350cc-klasse van het wereldkampioenschap, o.a. omdat hij in de Junior TT nog derde geworden was.
- Op 9 augustus verongelukte de Australiër Ron Miles tijdens de 350cc-training voor de Ulster Grand Prix met een Norton.

|         | 1e | 2e | 3e | 4e | 5e | 6e |
| ------- | -- | -- | -- | -- | -- | -- |
| Punten: | 8  | 6  | 4  | 3  | 2  | 1  |

|               | 125 cc | 250 cc | 350 cc | 500 cc | Zijspan |
| ------------- | ------ | ------ | ------ | ------ | ------- |
| Aantal races: | 11     | 11     | 7      | 10     | 6       |
| Tellend:      | 6      | 6      | 4      | 6      | 4       |

In de 500cc-klasse werden tien, in de 350cc-klasse zeven, in de 250- en 125cc-klassen elf en in de zijspanklasse zes wedstrijden gereden. De telling van het aantal wedstrijden was opnieuw erg ingewikkeld. Bij een even aantal wedstrijden werd het aantal wedstrijden gehalveerd en daar werd er één bij opgeteld. 

## Races
GP van Duitsland, Hockenheim
Behalve de vijf WK-klassen kende de Duitse Grand Prix ook een wedstrijd om de Coupe d' Europe voor 50cc-machines. Deze race werd gewonnen door de Joegoslaaf Miro Zelnik op een Tomos. Er waren 120.000 toeschouwers. De vernieuwing in de racerij werd duidelijk met overwinningen van de Oostblokmerken Jawa en MZ en van Honda. Voor het eerst won een Japanse coureur een WK-race. Mike Hailwood had inmiddels een 125- en een 250cc-Honda gehuurd, maar was er nog niet succesvol mee. De Grand Prix moest het doen zonder de zijspan-coryfeeën Helmut Fath en Florian Camathias. Zij hadden in verschillende wedstrijden ongelukken gehad, waarbij de bakkenisten Alfred Wohlgemuth en Hilmar Cecco het leven verloren en beide rijders ernstig gewond raakten.
GP van Frankrijk, Clermont-Ferrand
De Franse Grand Prix kende geen 350cc-race, maar er vond wel een nationale 50cc-race plaats, die werd gewonnen door Jean-Claude Serre met een Itom. De MV Agusta's verschenen in de baan met het MV Privat-logo op de tank. Yamaha verscheen voor het eerst als fabrieksteam in een WK-wedstrijd: Fumio Ito en Tansharu Noguchi startten met Yamaha RD 48's in de 250cc-race en Tansharu Noguchi met een Yamaha RA 41 in de 125cc-klasse.
Isle of Man TT, Mountain Course
MV Agusta, grossier in overwinningen, won tijdens deze TT geen enkele race. De enige fabriekscoureur Gary Hocking was officieel privérijder geworden en de machines waren omgedoopt tot "MV Privat". De TT werd overschaduwd door het overlijden van drie coureurs: Michael Brookes tijdens de trainingen, Ralph Rensen tijdens de Senior TT en Marie Lambert tijdens de Sidecar TT. 
- Records:

De "ton": De Britten hadden lang geaasd op het bereiken van de "Ton", een gemiddelde snelheid van meer dan 100 mijl per uur. In 1955 leek het zover te zijn: Geoff Duke werd geklokt met meer dan 100 mph gemiddeld, maar die tijd werd gecorrigeerd naar 99,97 mph. Het publiek protesteerde hiertegen, waarna de hele Mountain Course werd nagemeten en toen werd het alleen maar erger: 97,93 mph. In 1957 reed Bob McIntyre de ton met een viercilinder Gilera 500 4C. In dit jaar reed Mike Hailwood 100,61 mph met een Norton Manx en daar wist men ook een record van te maken: de eerste ton met een eencilinder.
Drie race overwinningen in een week: Mike Hailwood werd de eerste coureur in de geschiedenis die drie races in één week won: de Lightweight 125 cc TT, de Lightweight 250 cc TT en de Senior TT.
Eerste vrouwelijke slachtoffer: Marie Lambert vestigde een wat macaber record: zij was het eerste vrouwelijke slachtoffer van een ongeval tijdens de Isle of Man TT. Ze was niet het laatste: in de TT van 1999 verongelukte de Nederlandse Bernadette Bosman.
- Japanse inbreng:

De inbreng van de Japanse merken was in de TT van Man van 1959 begonnen met een tamelijk groot team van Honda. Tijdens de TT van Man van 1960 werd dat team nog uitgebreid met "westerse" rijders als Bob Brown en Tom Phillis, maar toen verscheen ook Colleda (het latere Suzuki) met uitsluitend Japanse rijders. In dit jaar verscheen Honda met een nog veel groter team, aangevuld met Jim Redman en Luigi Taveri. Bovendien hadden Mike Hailwood en Bob McIntyre fabrieksmachines gehuurd. Suzuki verzekerde zich van de steun van Hugh Anderson, Alistair King en Paddy Driver. Yamaha debuteerde met uitsluitend Japanse rijders. Zo kwamen er tamelijk veel Japanse machines aan de start: zes 125cc-Honda 2RC 143's, zes 250cc-Honda RC 162's, drie 125cc-Suzuki RT 61's, zes 250cc-Suzuki RV 61's, vier 125cc-Yamaha RA 41's en twee 250cc-Yamaha RD 48's.
Dutch TT, Assen
In de zijspanklasse werd de wereldtitel in Assen al beslist, maar in de meeste andere klassen werd het juist veel spannender: In de 500cc-klasse zat er slechts één punt tussen Gary Hocking en Mike Hailwood, in de 350cc-klasse stonde Hocking en František Šťastný samen aan de leiding en in de 250cc-klasse scheidden slechts twee punten Hailwood en Tom Phillis.
GP van België, Spa-Francorchamps
In België vond de laatste Grand Prix van de zijspanklasse plaats, maar de wereldtitel was al eerder beslist. De andere klassen waren pas op de helft van hun seizoen en daar was de WK-strijd nog overal open.
GP van de DDR, Sachsenring
Hoewel de Grand Prix van de DDR al sinds 1958 werd georganiseerd, was dit de eerste maal dat er om WK-punten werd gestreden. Er namen 63 coureurs uit 17 landen deel. De opvallendste was de Oostenrijker Bert Schneider, die in twee klassen punten scoorde en zelfs het podium haalde. Hier verscheen ook voor het eerst een machine uit de Sovjet-Unie.
Ulster Grand Prix, Dundrod
Kunimitsu Takahashi, die al de eerste Japanse coureur was geweest die überhaupt een WK-race won (de 250cc-race tijdens de GP van Duitsland), werd nu ook de eerste Japanner die in de 125cc-klasse wist te winnen. De Ulster Grand Prix werd overschaduwd door twee sterfgevallen: Ron Miles verongelukte tijdens de trainingen en tijdens de 500cc-race werd een baancommissaris gedood door de machines van Tom Phillis en Roy Ingram.
Nations GP, Monza
De Grand Prix des Nations werd gereden voor 25.000 toeschouwers. Ze werd overschaduwd door de dood van Franco Tirri, die viel en aan hoofdletsel bezweek. Dat gebeurde in de nationale 125cc-race, die werd gewonnen door Francesco Villa (Ducati). De nationale 175cc-race werd gewonnen door Alberto Pagani (Aermacchi). MV Agusta sloeg haar slag door Mike Hailwood te voorzien van een 350 4C en een 500 4C.
GP van Zweden, Kristianstad
Nadat het seizoen 1960 was overgeslagen, kwam het WK-circus nu voor de tweede keer naar Zweden. De Grand Prix zou herinnerd worden door de spectaculaire vlucht van de Oost-Duitse coureur Ernst Degner, die in de nacht na de races met hulp van Suzuki-technici naar Denemarken wist te ontsnappen.
GP van Argentinië, Buenos Aires
De Grand Prix van Argentinië was de eerste WK-Grand Prix uit de geschiedenis die buiten Europa werd georganiseerd. In totaal waren er slechts 17 starters. Voor de meeste privérijders was de verre reis onbetaalbaar en van de weinige nog bestaande fabrieksteams bleef MV Agusta thuis. Alleen Honda verscheen met een behoorlijke delegatie omdat de 125cc-wereldtitel voor het grijpen lag en Yamaha stuurde in elk geval Fumio Ito. In totaal bereikten - over drie klassen verspreid - slechts 11 deelnemers de finish. Een kleine mijlpaal was de eerste WK-overwinning voor Matchless.

## 500cc-klasse
De 500cc-klasse van 1961 was eigenlijk vrij saai, omdat Hocking met zijn MV Agusta 500 4C geen enkele tegenstand ondervond. Hij won zeven van de tien wedstrijden. Hailwood bestreed hem met de Norton Manx, maar won alleen de Senior TT, waarin Hocking problemen ondervond met zijn twist grip en daardoor aan het einde van de vijfde ronde ook uitviel. Na vijf tweede plaatsen bood MV Agusta Hailwood voor Monza een MV aan. Ook hier viel Hocking uit en Hailwood won. Hocking werd met ruime voorsprong wereldkampioen, Hailwood tweede en Frank Perris (Norton) werd derde.
GP van Duitsland, Hockenheim
Nadat hij zowel in de 250- als in de 350cc-race was uitgevallen won Gary Hocking met zijn MV Agusta 500 4C de 500cc-race overtuigend. Hij zette het hele veld op minstens een ronde, wat een voorsprong van bijna acht kilometer betekende. Frank Perris reed zijn Norton 30M naar de tweede plaats en Hans-Günther Jäger (BMW) werd derde.
GP van Frankrijk, Clermont-Ferrand
De Franse 500cc-Grand Prix miste een groot aantal vaste deelnemers omdat ze zonder de 350cc-race niet veel startgeld zouden krijgen. Zoals verwacht won Gary Hocking voor Mike Hailwood, maar een aantal onbekende rijders scoorden punten, zoals de Fransman Antoine Paba, die derde werd, de debuterende Gyula Marsovszky, Fritz Messerli en Roland Föll.
Isle of Man TT, Mountain Course
Ook in de Senior TT nam Gary Hocking meteen de leiding. Aan het einde van de derde ronde moest hij echter een lange pitstop maken omdat zijn gashendel problemen gaf. Hij kwam terug in de race op de vijfde plaats. Aan het einde van de vijfde ronde moest hij stoppen omdat het gas nu open bleef staan. Mike Hailwood won met bijna twee minuten voorsprong op Bob McIntyre en reed de eerste ronde boven de 100 mijl per uur met een eencilinder (Norton 30M). Tijdens deze race verongelukte Ralph Rensen bij Drinkwater's Bend.
Dutch TT, Assen
Gary Hocking nam vanaf de start meteen een grote voorsprong. Uiteindelijk wist Mike Hailwood de schade te beperken door op slechts 26 seconden tweede te worden, maar derde man Bob McIntyre eindigde bijna twee minuten na Hocking. Die nam de leiding in het WK weer over van Hailwood, maar met slechts één punt voorsprong.
GP van België, Spa-Francorchamps
Gary Hocking won zoals verwacht de 500cc-race met een flinke voorsprong op Mike Hailwood en Bob McIntyre. In de WK-stand bleef Hailwood echter op schootsafstand met slechts drie punten achterstand omdat hij overal punten had gescoord terwijl Hocking in de TT van Man was uitgevallen. Mike Duff reed zijn Matchless G50 voor het eerst in de punten.
GP van de DDR, Sachsenring
Opnieuw werden Gary Hocking en Mike Hailwood eerste en tweede, waardoor de WK-stand nog steeds spannend bleef. Achter hen werd Bert Schneider verrassend derde. Hij scoorde zijn eerste WK-punten, net als John Farnsworth, Jack Findlay en Anssi Resko. Dat was ook het gevolg van het uitvallen van Frank Perris en Paddy Driver, terwijl veel andere vaste krachten niet naar de DDR waren afgereisd.
Ulster Grand Prix, Dundrod
Nog tijdens de start ontstond er al een ongeval, toen Hugh Anderson weggleed nadat hij een andere rijder, wiens machine niet wilde aanslaan, raakte. Ellis Boyce reed achter op Anderson waardoor beiden hun Nortons moesten parkeren. Tijdens de race raakten Tom Phillis en Roy Ingram elkaar. Beiden vielen en hun machines vlogen van de baan, waarbij een baancommissaris dodelijk werd getroffen. Gary Hocking won de race met bijna twee minuten voorsprong. Mike Hailwood werd weliswaar weer tweede (voor de vijfde keer), maar Hocking was nu definitief zeker van zijn wereldtitel. Organisatie en publiek hoopten op een eerste raceronde met 100 mijl per uur gemiddeld, maar de regen belette dat.
Nations GP, Monza
Het was goed dat MV Agusta Mike Hailwood had ingehuurd als "tweede rijder". Kopman Gary Hocking kwam ten val en Hailwood had niet veel tijd nodig om aan de tot "MV Privat" omgedoopte machine te wennen. Hij reed het hele veld op een of meer ronden. Alistair King werd tweede en Paddy Driver kwam voor het eerst op het podium.
GP van Zweden, Kristianstad
MV Agusta, optredend onder de naam "MV Privat" zou niet naar de GP van Argentinië afreizen en sloot het seizoen in stijl af. Gary Hocking en Mike Hailwood finishten minder dan een seconde achter elkaar, maar derde man Frank Perris had al een ronde achterstand. Perris deed wel goede zaken: hij kreeg in de WK-stand aansluiting bij Bob McIntyre en Alistair King, die ook niet naar Argentinië zouden gaan.
GP van Argentinië, Buenos Aires
In de 500cc-race stonden slechts zes coureurs aan de start, waarvan er slechts twee over de finish reden. Europese privérijders waren er niet, maar de Canadees Frank Perris wel. Hij was door een derde plaats in de GP van Zweden op schootsafstand van de derde plaats in het WK gekomen. Bob McIntyre en Alistair King stonden nog voor hem, maar die kwamen niet naar Argentinië. De Argentijn Jorge Kissling won de race voor zijn landgenoot Juan Carlos Salatino. Perris viel tien ronden voor het einde uit, maar toen waren de andere deelnemers ook al uitgevallen. Perris werd als derde geklasseerd, kreeg zijn vier punten en eindigde in de WK-stand inderdaad op de derde plaats.

### Uitslagen 500cc-klasse
|    | Datum        | Race                   | Circuit           | 1e             | 2e                   | 3e                | Snelste ronde        |
| -- | ------------ | ---------------------- | ----------------- | -------------- | -------------------- | ----------------- | -------------------- |
| 1  | 14 mei       | GP van Duitsland       | Hockenheim        | Gary Hocking   | Frank Perris         | Hans-Günter Jäger | Gary Hocking         |
| 2  | 21 mei       | GP van Frankrijk       | Clermont-Ferrand  | Gary Hocking   | Mike Hailwood        | Antoine Paba      | Gary Hocking         |
| 3  | 16 juni      | Isle of Man TT         | Mountain Course   | Mike Hailwood  | Bob McIntyre         | Tom Phillis       | Gary Hocking         |
| 4  | 24 juni      | Dutch TT               | Assen             | Gary Hocking   | Mike Hailwood        | Bob McIntyre      | Gary Hocking         |
| 5  | 2 juli       | GP van België          | Spa-Francorchamps | Gary Hocking   | Mike Hailwood        | Bob McIntyre      | Gary Hocking         |
| 6  | 30 juli      | GP van de DDR          | Sachsenring       | Gary Hocking   | Mike Hailwood        | Bert Schneider    | Gary Hocking         |
| 7  | 12 augustus  | Ulster Grand Prix      | Dundrod           | Gary Hocking   | Mike Hailwood        | Alistair King     | Gary Hocking         |
| 8  | 3 september  | Grand Prix des Nations | Monza             | Mike Hailwood  | Alistair King        | Paddy Driver      | Gary Hocking         |
| 9  | 17 september | GP van Zweden          | Kristianstad      | Gary Hocking   | Mike Hailwood        | Frank Perris      | Gary Hocking         |
| 10 | 15 oktober   | GP van Argentinië      | Buenos Aires      | Jorge Kissling | Juan Carlos Salatino | Frank Perris      | Juan Carlos Salatino |

### Eindstand 500cc-klasse
| Pos | Coureur              | Merk                  | Ptn     |
| --- | -------------------- | --------------------- | ------- |
| 1   | Gary Hocking         | MV Agusta / MV Privat | 48 (56) |
| 2   | Mike Hailwood        | Norton / MV Privat    | 40 (55) |
| 3   | Frank Perris         | Norton                | 16      |
| 4   | Bob McIntyre         | Norton                | 14      |
| 5   | Alistair King        | Norton                | 13      |
| 6   | Bert Schneider       | Norton                | 9       |
| 7   | Jorge Kissling       | Matchless             | 8       |
| 8   | Ron Langston         | Matchless             | 7       |
| 9   | Juan Carlos Salatino | Norton                | 6       |
| 10  | Paddy Driver         | Norton                | 5       |
| 10  | Mike Duff            | Matchless             | 5       |
| 12  | Hans-Günter Jäger    | BMW                   | 4       |
| 12  | Antoine Paba         | Norton                | 4       |
| 12  | Tom Phillis          | Norton                | 4       |
| 15  | Gyula Marsovszky     | Norton                | 3       |
| 15  | Phil Read            | Norton                | 3       |

| Pos | Coureur          | Merk      | Ptn |
| --- | ---------------- | --------- | --- |
| 15  | John Farnsworth  | Norton    | 3   |
| 15  | Alberto Pagani   | Norton    | 3   |
| 15  | Juan Perkins     | Norton    | 3   |
| 15  | Jack Findlay     | Norton    | 3   |
| 21  | Ernst Hiller     | BMW       | 2   |
| 21  | Fritz Messerli   | Matchless | 2   |
| 21  | Peter Chatterton | Norton    | 2   |
| 21  | Eduardo Salatino | Norton    | 2   |
| 25  | Lothar John      | BMW       | 1   |
| 25  | Roland Föll      | Matchless | 1   |
| 25  | Tony Godfrey     | Norton    | 1   |
| 25  | Ron Miles (†)    | Norton    | 1   |
| 25  | Anssi Resko      | Norton    | 1   |
| 25  | Tom Thorp        | Norton    | 1   |
| 25  | Peter Pawson     | Norton    | 1   |
| 25  | Horacio Costa    | Norton    | 1   |

### Constructeurstitel 500cc-klasse
| Pos | Constructeur | Ptn     |
| --- | ------------ | ------- |
| 1   | MV Agusta    | 48 (64) |
| 2   | Norton       | 38 (60) |
| 3   | Matchless    | 20      |
| 4   | BMW          | 4       |

(Punten tussen haakjes zijn inclusief streepresultaten)

## 350cc-klasse
In 1961 zette MV Agusta in de 350cc-klasse alleen Gary Hocking in. Die sloeg de eerste wedstrijd (Duitsland) over maar begon daarna punten te verzamelen: tweede in de Junior TT en daarna overwinningen in Nederland, de DDR, Ulster en Italië. De laatste Grand Prix in Zweden liet hij ook schieten, want de wereldtitel was al veilig. Hoewel het startveld nog grotendeels uit machines van Norton en AJS bestond, waren ze volslagen kansloos. De tweede plaats was voor František Šťastný en de derde voor Gustav Havel en zij reden beide op de Jawa 350 cc twin. Hailwood was in 1961 niet erg geïnteresseerd in de 350cc-klasse. Hij viel met een AJS uit in Duitsland en Man, maar kreeg voor de wedstrijd in Monza een MV Agusta 350 4C waarmee hij tweede werd.
GP van Duitsland, Hockenheim
Nadat Gary Hocking met de MV Agusta 350 4C uit was gevallen, was de weg vrij voor de Jawa's. František Šťastný won de race voor zijn team- en landgenoot Gustav Havel, die daarmee sterk debuteerde in het wereldkampioenschap. Drie rijders reden de nieuwe Bianchi-tweecilinders: Bob McIntyre, Ernesto Brambilla en Gilberto Milani, maar ze vielen allemaal uit.
Isle of Man TT, Mountain Course
Gary Hocking nam in de Junior TT meteen de leiding voor Mike Hailwood, die voor de gelegenheid een AJS 7R reed. Hailwood was toen nog in gevecht met de debuterende Phil Read (Norton). Hocking reed een ronderecord van 99,8 mijl per uur en na twee ronden had hij al een minuut voorsprong. Daarna verloor hij snelheid en hij moest een lange pitstop maken, waardoor Hailwood aan de leiding kwam. Read drong echter aan en dwong Hocking naar de derde plaats. Hailwood leek onbereikbaar, maar 20 kilometer voor de finish viel hij stil door een gebroken zuigerpen. Zo won Read de race voor Hocking en Norton-rijder Ralph Rensen, die zijn beste race ooit reed.
Dutch TT, Assen
In de 350cc-klasse was de overmacht van de MV Privat veel minder dan in de 500cc-klasse. Vooral Bob McIntyre kon met de Bianchi tweecilinder goed volgen en finishte slechts twee seconden achter Gary Hocking. František Šťastný (Jawa) werd derde, waardoor Hocking met hem op gelijke hoogte in het WK kwam.
GP van de DDR, Sachsenring
Voor aanvang van de race stonden Gary Hocking en Franta Št'astný samen aan de leiding van het WK. Nu won Hocking, maar Št'astný beperkte de schade door tweede te worden. Bob McIntyre klom met zijn derde plaats ook naar de derde plaats in het WK, die hij deelde met Phil Read.
Ulster Grand Prix, Dundrod
Met zijn overwinning in de 350cc-race was Gary Hocking nu bijna zeker van de wereldtitel. František Šťastný vormde nog een bedreiging, maar die werd veel kleiner nu Alistair King tweede werd voor Št'astný, die nu alle races moest winnen. Hocking had echter aan twee punten in de laatste GP's genoeg, omdat Št'astný voor elke acht punten die hij scoorde er weer vier zou moeten aftrekken (de "streepresultaten").
Nations GP, Monza
František Šťastný had alleen nog een theoretische kans op de wereldtitel, maar die werd de grond in geboord toen hij uitviel. Daardoor was Gary Hocking zeker van de titel. Hocking won de race ook, vijf seconden voor zijn nieuwe teamgenoot Mike Hailwood. Gustav Havel nam de honneurs voor Jawa waar en werd derde.
GP van Zweden, Kristianstad
In de 350cc-race vielen de MV Privat's van Gary Hocking en Mike Hailwood allebei uit, waardoor Jawa kon toeslaan. František Šťastný won voor teamgenoot Gustav Havel. Tommy Robb, die zijn AJS 7R tijdens de TT van Man naar de 38e plaats had gereden en daarna niet meer in actie was gekomen, werd derde.

### Uitslagen 350cc-klasse
|   | Datum        | Race                   | Circuit         | 1e                | 2e                | 3e                | Snelste ronde     |
| - | ------------ | ---------------------- | --------------- | ----------------- | ----------------- | ----------------- | ----------------- |
| 1 | 14 mei       | GP van Duitsland       | Hockenheim      | František Šťastný | Gustav Havel      | Rudi Thalhammer   | František Šťastný |
| 2 | 16 juni      | Isle of Man TT         | Mountain Course | Phil Read         | Gary Hocking      | Ralph Rensen      | Gary Hocking      |
| 3 | 24 juni      | Dutch TT               | Assen           | Gary Hocking      | Bob McIntyre      | František Šťastný | Gary Hocking      |
| 4 | 30 juli      | GP van de DDR          | Sachsenring     | Gary Hocking      | František Šťastný | Bob McIntyre      | Gary Hocking      |
| 5 | 12 augustus  | Ulster Grand Prix      | Dundrod         | Gary Hocking      | Alistair King     | František Šťastný | Gary Hocking      |
| 6 | 3 september  | Grand Prix des Nations | Monza           | Gary Hocking      | Mike Hailwood     | Gustav Havel      | Gary Hocking      |
| 7 | 17 september | GP van Zweden          | Kristianstad    | František Šťastný | Gustav Havel      | Tommy Robb        | Gary Hocking      |

### Eindstand 350cc-klasse
| Pos | Coureur           | Merk                  | Ptn     |
| --- | ----------------- | --------------------- | ------- |
| 1   | Gary Hocking      | MV Agusta / MV Privat | 32 (38) |
| 2   | František Šťastný | Jawa                  | 26 (32) |
| 3   | Gustav Havel      | Jawa                  | 19      |
| 4   | Phil Read         | Norton                | 13      |
| 5   | Bob McIntyre      | Bianchi               | 10      |
| 6   | Rudi Thalhammer   | Norton                | 7       |
| 6   | Ralph Rensen (†)  | Norton                | 7       |
| 8   | Alistair King     | Bianchi               | 6       |
| 9   | Mike Hailwood     | MV Privat             | 6       |
| 10  | Ernesto Brambilla | Bianchi               | 5       |
| 10  | Alan Shepherd     | AJS                   | 5       |

| Pos | Coureur          | Merk    | Ptn |
| --- | ---------------- | ------- | --- |
| 12  | Tommy Robb       | AJS     | 4   |
| 13  | Derek Minter     | Norton  | 3   |
| 14  | Hans Pesl        | Norton  | 2   |
| 14  | Silvio Grassetti | Benelli | 2   |
| 14  | Ron Langston     | AJS     | 2   |
| 17  | Frank Perris     | Norton  | 2   |
| 17  | Mike Duff        | AJS     | 2   |
| 19  | Roy Ingram       | Norton  | 1   |
| 19  | Bert Schneider   | Norton  | 1   |
| 19  | Hugh Anderson    | AJS     | 1   |

(Punten tussen haakjes zijn inclusief streepresultaten)

### Constructeurstitel 350cc-klasse
| Pos | Constructeur | Ptn     |
| --- | ------------ | ------- |
| 1   | MV Agusta    | 32 (38) |
| 2   | Jawa         | 26 (36) |
| 3   | Norton       | 18 (22) |
| 4   | Bianchi      | 16      |
| 5   | AJS          | 9       |
| 6   | Benelli      | 2       |

(Punten tussen haakjes zijn inclusief streepresultaten)

## 250cc-klasse
Het 250cc-seizoen van 1961 begon voor Hailwood in april op Brands Hatch, waar hij met zijn kersverse Honda RC 162 viercilinder meteen een nationale wedstrijd won. In het wereldkampioenschap ging hij niet naar de GP van Spanje en hij werd slechts achtste op de Hockenheimring, maar daarna ging het gestaag. Hij werd tweede in Clermont-Ferrand, won de Lightweight TT en de TT van Assen, werd derde in Spa-Francorchamps, eerste op de Sachsenring, tweede op Dundrod en Monza en eerste in Kristianstad. De laatste race, op het Autódromo Oscar Alfredo Gálvez in Buenos Aires kon hij laten schieten, want zijn wereldtitel was veilig gesteld. Honda bezette de eerste vijf plaatsen in het 250cc-kampioenschap, met de fabrieksrijders Tom Phillis en Jim Redman als tweede en derde. 
GP van Spanje, Montjuïc
Waarschijnlijk omdat er in Spanje geen zware klassen reden, stuurde MV Agusta Gary Hocking met een MV Agusta 250 Bicilindrica naar Barcelona. Hij won de race tamelijk eenvoudig, maar de Honda-rijders konden nog niet beschikken over de nieuwe RC 162. In plaats daarvan reden ze met een hybride-model, met het nieuwe RC 162-frame, maar nog met de motor van de RC 161. Tom Phillis reed de machine naar de tweede plaats, voor Silvio Grassetti op de Benelli 250 Mono Bialbero. Mike Hailwood reed nog op zijn oude Mondial 250 Bialbero, die hij voor noodgevallen bewaard had.
GP van Duitsland, Hockenheim
In de 250cc-race viel Gary Hocking met zijn MV Agusta 250 Bicilindrica uit. De Honda-rijders Kunimitsu Takahashi en Jim Redman profiteerden daar wellicht van. Zij finishten binnen een halve seconde van elkaar en acht seconden voor Tarquinio Provini op zijn Moto Morini 250 Bialbero. De MZ RE 250's van Ernst Degner, Alan Shepherd en Hans Fischer bleven daar ruim achter.
GP van Frankrijk, Clermont-Ferrand
Voor de tweede keer op rij viel Gary Hocking met zijn MV Agusta 250 Bicilindrica uit en stond er geen maat op de Honda RC 162's. Dit keer won Tom Phillis voor privérijder Mike Hailwood en Kunimitsu Takahashi. De Yamaha's maakten nog niet veel indruk. Snelste man Fumio Ito werd op een ronde gereden.
Isle of Man TT, Mountain Course
Slechts enkele uren na zijn overwinning in de Lightweight 125 cc TT won Mike Hailwood ook de Lightweight 250 cc TT. Aanvankelijk bood Gary Hocking met de MV Privat 250 Bicilindrica nog tegenstand en Bob McIntyre reed een nieuw ronderecord en leidde met zijn Honda RC 162 bij het ingaan van de laatste ronde met 34 seconden voorsprong op Hailwood. Hij viel echter stil bij Sulby, waardoor de overwinning Hailwood in de schoot werd geworpen. De Honda's waren oppermachtig: zij bezetten de eerste vijf plaatsen. Fumio Ito, die in 1960 nog op een BMW R 50 reed, scoorde het eerste WK-punt voor Yamaha. Suzuki beleefde een deceptie: Hugh Anderson werd slechts tiende achter enkele zeer oude motorfietsen. Arthur Wheeler werd met een Moto Guzzi zevende. Àls hij al de beschikking had over een Moto Guzzi 250 Bialbero was die machine ten minste zeven jaar oud en de NSU Sportmax-productieracers  van Dan Shorey en Peter Chatterton waren al twee jaar uit productie.
Dutch TT, Assen
Mike Hailwood won met zijn Honda RC 162 zijn tweede opeenvolgende 250cc-race. Bob McIntyre werd tweede. Daarmee bleven ze de officiële fabrieksrijder Jim Redman  voor. Tom Phillis kwam niet aan de start en daardoor nam Hailwood nu zelfs de leiding in de WK-stand.
GP van België, Spa-Francorchamps
Voor aanvang van deze race stonden Mike Hailwood, Tom Phillis en Jim Redman op de eerste drie plaatsen van het WK. In België finishten ze in omgekeerde volgorde, waardoor ze samen met 26 punten aan de leiding kwamen. Redman scoorde zijn eerste overwinning. Sadao Shimazaki maakte het succes voor Honda compleet. Suzuki stelde weer een RV 61 ter beschikking van Paddy Driver, die slechts zevende werd met een ronde achterstand. John Hartle had net als Hailwood en Bob McIntyre nu zelf een Honda RC 162 aangeschaft, maar hij haalde de finish niet.
GP van de DDR, Sachsenring
In de 250cc-race bleven de Honda-coureurs elkaar punten afsnoepen. Dit keer won Mike Hailwood voor Jim Redman en Kunimitsu Takahashi. Daarmee kwam Hailwood alleen aan de leiding te staan, gevolgd door Redman. MZ kon in haar thuisrace geen vuist maken.
Ulster Grand Prix, Dundrod
Bob McIntyre won de 250cc-race, maar die vormde in de WK-stand geen bedreiging voor Mike Hailwood, die tweede werd en zijn puntenvoorsprong op Jim Redman en Tom Phillis uitbouwde. Er waren in de volgende drie GP's nog 24 punten te verdienen, maar door de streepresultaten kon niemand de volledige score nog bereiken. Hailwood en Redman konden hooguit op 48 punten komen, Phillis op 44 punten.
Nations GP, Monza
In de 250cc-klasse ontstond een hevig gevecht tussen Jim Redman en Mike Hailwood, dat Redman met slechts 0,2 seconde verschil wist te winnen. Daardoor bleef de strijd om het wereldkampioenschap spannend, hoewel Tom Phillis door zijn derde plaats begon af te haken. Tarquinio Provini, die wegens verplichtingen in het nationale Italiaanse kampioenschap maar weinig WK-races reed, kwam hier wel aan de start en werd met zijn Moto Morini 250 Bialbero vierde.
GP van Zweden, Kristianstad
In de 250cc-klasse ging het in de WK-stand nog tussen drie coureurs: de officiële fabriekscoureurs Jim Redman en Tom Phillis en privérijder Mike Hailwood, die op dezelfde Honda RC 162 reed, maar die deze machine had moeten huren. Hailwood won de race met een ronde voorsprong op Redman, die slechts vierde werd, terwijl Phillis twee ronden achterstand opliep en zesde werd. Luigi Taveri reed de RC 162 voor het eerst, maar werd er toch tweede mee, voor stalgenoot Kunimitsu Takahashi. Door zijn overwinning was Mike Hailwood zeker van zijn eerste wereldtitel.
GP van Argentinië, Buenos Aires
In de 250cc-klasse kwamen slechts zes coureurs aan de start, waaronder vier Honda-coureurs (Benedicto Caldarella had voor de gelegenheid ook een Honda RC 162 gekregen) en Fumio Ito met zijn Yamaha RD 48. Tom Phillis won de race voor Kunimitsu Takahashi en Jim Redman. Caldarella viel uit evenals landgenoot Victorio Minguzzi, waardoor er slechts vier rijders werden geklasseerd.

### Uitslagen 250cc-klasse
|    | Datum        | Race                   | Circuit           | 1e                  | 2e                  | 3e                  | Snelste ronde       |
| -- | ------------ | ---------------------- | ----------------- | ------------------- | ------------------- | ------------------- | ------------------- |
| 1  | 23 maart     | GP van Spanje          | Montjuïc          | Gary Hocking        | Tom Phillis         | Silvio Grassetti    | Gary Hocking        |
| 2  | 14 mei       | GP van Duitsland       | Hockenheim        | Kunimitsu Takahashi | Jim Redman          | Tarquinio Provini   | Kunimitsu Takahashi |
| 3  | 21 mei       | GP van Frankrijk       | Clermont-Ferrand  | Tom Phillis         | Mike Hailwood       | Kunimitsu Takahashi | Gary Hocking        |
| 4  | 12.06.       | Isle of Man TT         | Mountain Course   | Mike Hailwood       | Tom Phillis         | Jim Redman          | Bob McIntyre        |
| 5  | 24 juni      | Dutch TT               | Assen             | Mike Hailwood       | Bob McIntyre        | Jim Redman          | Mike Hailwood       |
| 6  | 2 juli       | GP van België          | Spa-Francorchamps | Jim Redman          | Tom Phillis         | Mike Hailwood       | Jim Redman          |
| 7  | 30 juli      | GP van de DDR          | Sachsenring       | Mike Hailwood       | Jim Redman          | Kunimitsu Takahashi | Mike Hailwood       |
| 8  | 12 augustus  | Ulster Grand Prix      | Dundrod           | Bob McIntyre        | Mike Hailwood       | Jim Redman          | Bob McIntyre        |
| 9  | 3 september  | Grand Prix des Nations | Monza             | Jim Redman          | Mike Hailwood       | Tom Phillis         | Mike Hailwood       |
| 10 | 17 september | GP van Zweden          | Kristianstad      | Mike Hailwood       | Luigi Taveri        | Kunimitsu Takahashi | Jim Redman          |
| 11 | 15 oktober   | GP van Argentinië      | Buenos Aires      | Tom Phillis         | Kunimitsu Takahashi | Jim Redman          | Tom Phillis         |

### Eindstand 250cc-klasse
| Pos | Coureur             | Merk                  | Ptn     |
| --- | ------------------- | --------------------- | ------- |
| 1   | Mike Hailwood       | Mondial / Honda       | 44 (54) |
| 2   | Tom Phillis         | Honda                 | 38 (45) |
| 3   | Jim Redman          | Honda                 | 36 (51) |
| 4   | Kunimitsu Takahashi | Honda                 | 29 (30) |
| 5   | Bob McIntyre        | Honda                 | 14      |
| 6   | Tarquinio Provini   | Morini                | 10      |
| 7   | Silvio Grassetti    | Benelli               | 10      |
| 8   | Gary Hocking        | MV Agusta / MV Privat | 8       |
| 9   | Fumio Ito           | Yamaha                | 7       |
| 10  | Luigi Taveri        | Honda                 | 6       |

| Pos | Coureur           | Merk    | Ptn |
| --- | ----------------- | ------- | --- |
| 11  | Alan Shepherd     | MZ      | 6   |
| 11  | František Šťastný | Jawa/MZ | 6   |
| 13  | Ernst Degner      | MZ      | 3   |
| 13  | Sadao Shimazaki   | Honda   | 3   |
| 15  | Hans Fischer      | MZ      | 3   |
| 16  | Naomi Taniguchi   | Honda   | 2   |
| 17  | Dan Shorey        | NSU     | 1   |
| 17  | Yoshikazu Sunako  | Yamaha  | 1   |
| 17  | Werner Musiol     | MZ      | 1   |

(Punten tussen haakjes zijn inclusief streepresultaten)

### Constructeurstitel 250cc-klasse

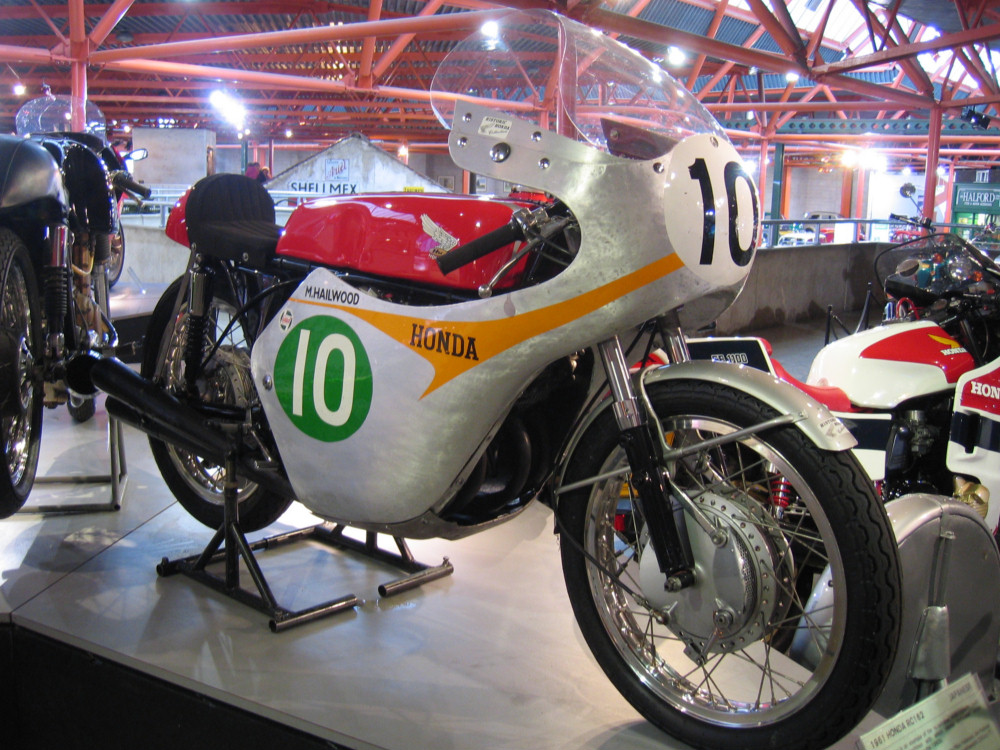
Honda RC 162

| Pos | Constructeur | Ptn     |
| --- | ------------ | ------- |
| 1   | Honda        | 60 (96) |
| 2   | Morini       | 10      |
| 3   | Benelli      | 10      |
| 4   | MZ           | 9       |
| 5   | MV Agusta    | 8       |
| 6   | Yamaha       | 7       |
| 7   | Jawa         | 6       |
| 8   | NSU          | 1       |

## 125cc-klasse
Hailwood begon het 125cc-kampioenschap van 1961 met een EMC, maar stapte na drie wedstrijden over op de Honda RC 143 en won er meteen de Lightweight 125 cc TT mee. Daarna viel hij drie maal uit waardoor hij geen kans maakte op de wereldtitel. Die strijd ging tussen Ernst Degner met de MZ RE 125 en Tom Phillis met de Honda 2RC 143. Degner leidde na de negende wedstrijd, de Grand Prix des Nations op Monza, maar na die wedstrijd vluchtte hij naar het Westen, waardoor MZ de strijd moest staken en Phillis wereldkampioen kon worden door te winnen op het Autódromo Oscar Alfredo Gálvez in Buenos Aires. Degner werd toch nog tweede, vóór nog vier Honda-rijders: Taveri, Redman, Takahashi en Hailwood. Degner had geprobeerd als vervanging voor zijn MZ in Argentinië met een EMC te starten, maar die machine arriveerde te laat.
GP van Spanje, Montjuïc
Tom Phillis won de Spaanse 125cc-race met een Honda 2RC 143, die eigenlijk ook een tussenmodel zou moeten zijn tot de RC 144 klaar was. Het was de eerste overwinning in het wereldkampioenschap voor een Japanse motorfiets. Ernst Degner werd met de MZ RE 125 tweede voor Jim Redman op de tweede Honda. Mike Hailwood reed deze race nog met zijn nieuwe EMC en werd vierde.
GP van Duitsland, Hockenheim
Honda had de GP van Spanje nog gewonnen, maar kon nu geen vuist maken tegen de MZ RE 125's. Ernst Degner won voor zijn teamgenoten Alan Shepherd, Walter Brehme en Hans Fischer. Pas op de vijfde plaats eindigde Luigi Taveri met een Honda RC 144. Dit was de enige keer dat Honda de [RC 144 met een lange slag inzette. Honda beschouwde deze machine na de tegenvallende uitslag als "unfortunate bike" en hij verdween in het museum.
GP van Frankrijk, Clermont-Ferrand
Honda had de RC 144's, die in de Duitse GP zo slecht gepresteerd hadden, terug naar Japan gestuurd en trad weer aan met de 2RC 143. Dat werkte: Tom Phillis won de race en Jim Redman werd derde. Ernst Degner finishte met zijn MZ RE 125 echter praktisch tegelijk met Phillis. Ook hier trad Yamaha aan: Tansharu Noguchi werd met een ronde achterstand achtste.
Isle of Man TT, Mountain Course
De Lightweight 125 cc TT opende de raceweek op maandag. In de hele race ging het alleen tussen de Honda-rijders. Luigi Taveri deed zijn uiterste best om Mike Hailwood af te schudden. Die reed op de baan achter hem, maar was later gestart waardoor hij feitelijk aan de leiding reed. Hailwood passeerde Taveri ook op de baan en won de race. Het succes voor Honda was enorm met Tom Phillis als derde, Jim Redman als vierde en Sadao Shimazaki als vijfde. Het laatste punt ging naar Ralph Rensen met een Bultaco.
Dutch TT, Assen
Tom Phillis profiteerde in de 125cc-race optimaal van het uitvallen van Mike Hailwood en de val van Ernst Degner. Daardoor kwam Phillis nu alleen aan de leiding in de WK-stand te staan. Jim Redman werd tweede en klom daardoor naar de derde plaats in het WK. Alan Shepherd werd met zijn MZ RE 125 derde. Jan Huberts kreeg net als in 1960 de beschikking over een Honda en hij werd daar achtste mee.
GP van België, Spa-Francorchamps
Luigi Taveri scoorde zijn eerste overwinning voor Honda door Tom Phillis en Jim Redman op de streep te kloppen. Voor WK-leider Phillis was dat niet erg, want zijn grootste bedreiging kwam van Ernst Degner, die slechts vierde werd. Phillis breidde zijn voorsprong dus zelfs nog uit.
GP van de DDR, Sachsenring
In de 125cc-klasse won Ernst Degner zijn thuisrace, voor Tom Phillis en Kunimitsu Takahashi. Daarmee kon hij Phillis nog steeds niet bedreigen, maar hij maakte zich wel los van Jim Redman, die slechts zesde werd. Overigens passeerde Luigi Taveri de finish als derde, maar hij werd gediskwalificeerd.
Ulster Grand Prix, Dundrod
Kunimitsu Takahashi, die ook al de 250cc-GP van Duitsland had gewonnen, werd in Ulster de eerste Japanner die een 125cc-Grand Prix won. In de WK-stand speelde hij echter geen rol: daar ging het tussen Ernst Degner, die tweede werd, en Tom Phillis, die derde werd. Degner zou echter nog twee races moeten winnen om Phillis van de titel af te houden, waarbij Phillis geen enkel punt meer mocht scoren.
Nations GP, Monza
Opnieuw bleven de Honda-coureurs elkaar punten afsnoepen. In Italië brak het ontbreken van stalorders Tom Phillis op. Hij finishte vlak achter zijn teamgenoten Teisuke Tanaka en Luigi Taveri en verloor daardoor de leiding in de WK-stand aan Ernst Degner (MZ).
GP van Zweden, Kristianstad
Ernst Degner hoefde slechts in de punten te rijden om wereldkampioen te worden. Tijdens de 125cc-race blies hij echter de motor van zijn MZ RE 125 op. Zijn grootste concurrent Tom Phillis werd echter slechts zesde, waardoor Degner nog steeds aan de leiding van de WK-stand stond. Luigi Taveri won de race voor Kunimitsu Takahashi en Jim Redman. Na Degner's vlucht naar het Westen werd gesuggereerd dat hij zijn eigen motor gesaboteerd had. De voorpagina van Neues Deutschland, de Oost-Duitse staatskrant, was immers al gedrukt en verkondigde het nieuws dat de DDR een wereldkampioen in huis had.
GP van Argentinië, Buenos Aires
De 125cc-race werd gewonnen door Tom Phillis, maar hij kreeg flinke tegenstand van Jim Redman. Zonder deelname van Ernst Degner kon Phillis met gemak wereldkampioen worden, maar voor Redman stond de derde plaats in de WK-stand op het spel, zeker nu Luigi Taveri er ook niet was. Toch moest Redman 0,1 seconde toegeven op Phillis, waardoor hij in de eindstand vierde werd. Kunimitsu Takahashi finishte als derde.

### Uitslagen 125cc-klasse

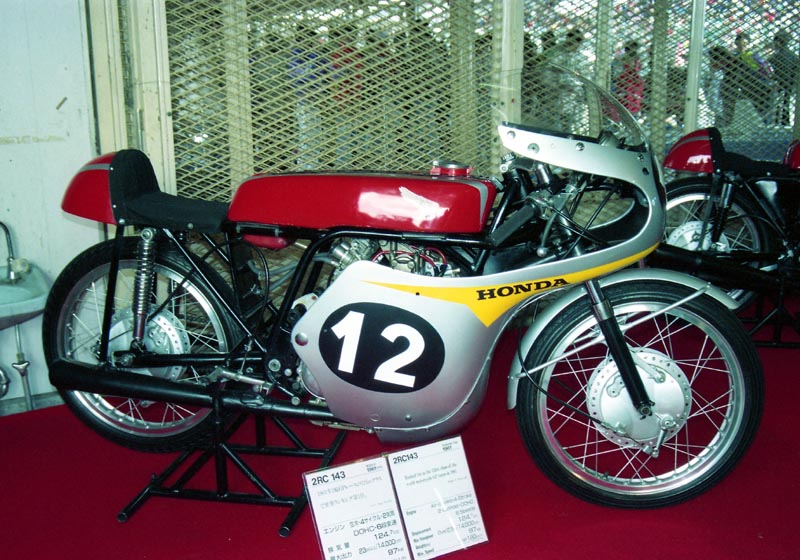
Honda 2RC 143

|    | Datum        | Race                   | Circuit           | 1e                  | 2e                  | 3e                  | Snelste ronde               |
| -- | ------------ | ---------------------- | ----------------- | ------------------- | ------------------- | ------------------- | --------------------------- |
| 1  | 23 maart     | GP van Spanje          | Montjuïc          | Tom Phillis         | Ernst Degner        | Jim Redman          | Mike Hailwood               |
| 2  | 14 mei       | GP van Duitsland       | Hockenheim        | Ernst Degner        | Alan Shepherd       | Walter Brehme       | Ernst Degner                |
| 3  | 21 mei       | GP van Frankrijk       | Clermont-Ferrand  | Tom Phillis         | Ernst Degner        | Jim Redman          | Tom Phillis en Ernst Degner |
| 4  | 16 juni      | Isle of Man TT         | Mountain Course   | Mike Hailwood       | Luigi Taveri        | Tom Phillis         | Luigi Taveri                |
| 5  | 24 juni      | Dutch TT               | Assen             | Tom Phillis         | Jim Redman          | Alan Shepherd       | Tom Phillis                 |
| 6  | 2 juli       | GP van België          | Spa-Francorchamps | Luigi Taveri        | Tom Phillis         | Jim Redman          | Tom Phillis                 |
| 7  | 30 juli      | GP van de DDR          | Sachsenring       | Ernst Degner        | Tom Phillis         | Kunimitsu Takahashi | Kunimitsu Takahashi         |
| 8  | 12 augustus  | Ulster Grand Prix      | Dundrod           | Kunimitsu Takahashi | Ernst Degner        | Tom Phillis         | Tom Phillis                 |
| 9  | 3 september  | Grand Prix des Nations | Monza             | Ernst Degner        | Teisuke Tanaka      | Luigi Taveri        | Tom Phillis                 |
| 10 | 17 september | GP van Zweden          | Kristianstad      | Luigi Taveri        | Kunimitsu Takahashi | Jim Redman          | Luigi Taveri                |
| 11 | 15 oktober   | GP van Argentinië      | Buenos Aires      | Tom Phillis         | Jim Redman          | Kunimitsu Takahashi | Tom Phillis                 |

### Eindstand 125cc-klasse
| Pos | Coureur             | Merk        | Ptn     |
| --- | ------------------- | ----------- | ------- |
| 1   | Tom Phillis         | Honda       | 44 (56) |
| 2   | Ernst Degner        | MZ          | 42 (45) |
| 3   | Luigi Taveri        | Honda       | 29 (31) |
| 4   | Jim Redman          | Honda       | 28 (37) |
| 5   | Kunimitsu Takahashi | Honda       | 24      |
| 6   | Mike Hailwood       | EMC / Honda | 16      |
| 7   | Alan Shepherd       | MZ          | 12      |
| 8   | Walter Brehme       | MZ          | 7       |
| 9   | Teisuke Tanaka      | Honda       | 6       |
| 10  | Sadao Shimazaki     | Honda       | 5       |
| 10  | Werner Musiol       | MZ          | 5       |

| Pos | Coureur             | Merk          | Ptn |
| --- | ------------------- | ------------- | --- |
| 12  | Hans Fischer        | MZ            | 3   |
| 12  | Phil Read           | EMC / Bultaco | 3   |
| 12  | László Szabó        | MZ            | 3   |
| 15  | John Grace          | Bultaco       | 2   |
| 15  | Ulf Svensson        | Ducati        | 2   |
| 15  | Naomi Taniguchi     | Honda         | 2   |
| 18  | Rex Avery           | EMC           | 2   |
| 19  | Ricardo Quintanilla | Bultaco       | 1   |
| 19  | Ralph Rensen (†)    | Bultaco       | 1   |
| 19  | Héctor Pochettino   | Bultaco       | 1   |

(Punten tussen haakjes zijn inclusief streepresultaten)

### Constructeurstitel 125cc-klasse
| Pos | Constructeur | Ptn     |
| --- | ------------ | ------- |
| 1   | Honda        | 48 (74) |
| 2   | MZ           | 42 (52) |
| 3   | EMC          | 10      |
| 4   | Bultaco      | 4       |
| 5   | Ducati       | 2       |

(Punten tussen haakjes zijn inclusief streepresultaten)

## Zijspanklasse
Zowel voor Helmut Fath als voor Florian Camathias zag het er aan het begin van 1961 rooskleurig uit. BMW bemoeide zich niet al te veel met het wereldkampioenschap in de zijspanklasse, en bij gebrek aan concurrentie was dat ook niet nodig. De beste privécoureur met een BMW had de meeste kans op de titel. Fath was een goede technicus, die alles uit zijn boxermotor wist te halen én hij was samen met Alfred Wohlgemut titelhouder. Florian Camathias had zijn meningsverschil met Hilmar Cecco bijgelegd en daardoor vormden zij samen ook een sterk team. Het mocht voor beide niet zo zijn: nog vóór het WK-seizoen begon kregen Camathias/Cecco een zwaar ongeluk tijdens een internationale race in Modena, waarbij Hilmar Cecco overleed. Fath en Wohlgemut wonnen de eerste Grand Prix in Montjuïc, maar tijdens de Eifelrennen op de Nürburgring kregen ook zij een ongeval, dat Alfred Wohlgemut het leven kostte. Fath zelf was zwaargewond en moest om aan geld te komen zijn complete race-uitrusting inclusief zijspancombinatie verkopen. Zowel Fath als Camathias kwamen in 1961 niet meer aan de start. Max Deubel en Emil Hörner wonnen drie wedstrijden en werden wereldkampioen, Fritz Scheidegger en Horst Burkhardt wonnen er twee en werden tweede. Edgar Strub had weer een nieuwe bakkenist, Kurt Huber, en zij werden derde in het wereldkampioenschap. De Sidecar TT op het eiland Man eiste haar eerste vrouwelijke slachtoffer: de Zwitserse Marie Lambert, die optrad als bakkeniste van haar man Claude, overleed aan haar verwondingen na een crash bij Gob-ny-Geay.
GP van Spanje, Montjuïc
Nadat Florian Camathias/Hilmar Cecco waren uitgevallen wonnen Helmut Fath en Alfred Wohlgemuth de Spaanse GP vrij gemakkelijk, met ruim een minuut voorsprong op Fritz Scheidegger/Horst Burkhardt en twee minuten voorsprong op Edgar Strub/Kurt Huber.
GP van Duitsland, Hockenheim
De zijspanrace begon zonder Florian Camathias en Helmut Fath, die het hele jaar door verwondingen niet meer konden starten. Max Deubel/Emil Hörner wonnen de race ruim voor Fritz Scheidegger/Horst Burkhardt en Otto Kölle/Dieter Hess.
GP van Frankrijk, Clermont-Ferrand
Fritz Scheidegger/Horst Burkhardt waren de derde winnende combinatie in drie races. Max Deubel/Emil Hörner, die in Duitsland gewonnen hadden, werden nu tweede voor Edgar Strub/Kurt Huber.
Dutch TT, Assen
Na het uitvallen van Fritz Scheidegger ontstond een tweestrijd tussen Max Deubel en Pip Harris. Die eindigde toen Harris een lekke band kreeg, waardoor Deubel met passagier Emil Hörner de race met een ruime voorsprong won. Deubel was nu zeker van de wereldtitel.

### Uitslagen zijspanklasse
|   | Datum    | Race             | Circuit           | 1e                                  | 2e                                  | 3e                           | Snelste ronde                       |
| - | -------- | ---------------- | ----------------- | ----------------------------------- | ----------------------------------- | ---------------------------- | ----------------------------------- |
| 1 | 23 maart | GP van Spanje    | Montjuïc          | Helmut Fath / Alfred Wohlgemuth     | Fritz Scheidegger / Horst Burkhardt | Edgar Strub / Kurt Huber     | Helmut Fath / Alfred Wohlgemuth     |
| 2 | 14 mei   | GP van Duitsland | Hockenheim        | Max Deubel / Emil Hörner            | Fritz Scheidegger / Horst Burkhardt | Otto Kölle / Dieter Hess     | Max Deubel / Emil Hörner            |
| 3 | 21 mei   | GP van Frankrijk | Clermont-Ferrand  | Fritz Scheidegger / Horst Burkhardt | Max Deubel / Emil Hörner            | Edgar Strub / Kurt Huber     | Fritz Scheidegger / Horst Burkhardt |
| 4 | 16 juni  | Isle of Man TT   | Mountain Course   | Max Deubel / Emil Hörner            | Fritz Scheidegger / Horst Burkhardt | Pip Harris / Ray Campbell    | Max Deubel / Emil Hörner            |
| 5 | 24 juni  | Dutch TT         | Assen             | Max Deubel / Emil Hörner            | Edgar Strub / Kurt Huber            | Jackie Beeton / Eddie Bulgin | Max Deubel / Emil Hörner            |
| 6 | 2 juli   | GP van België    | Spa-Francorchamps | Fritz Scheidegger / Horst Burkhardt | Max Deubel / Emil Hörner            | Pip Harris / Ray Campbell    | Fritz Scheidegger / Horst Burkhardt |

### Eindstand zijspanklasse
| Pos | Coureur               | Bakkenist                                            | Merk      | Ptn     |
| --- | --------------------- | ---------------------------------------------------- | --------- | ------- |
| 1   | Max Deubel            | Emil Hörner                                          | BMW       | 30 (36) |
| 2   | Fritz Scheidegger     | Horst Burkhardt                                      | BMW       | 28 (34) |
| 3   | Edgar Strub           | Kurt Huber                                           | BMW       | 14      |
| 4   | August Rohsiepe       | Lothar Böttcher                                      | BMW       | 10 (11) |
| 5   | Otto Kölle            | Dieter Hess                                          | BMW       | 9       |
| 6   | Arsenius Butscher     | Manfred Ludwigkeit, Alfred Schmidt en Erika Butscher | BMW       | 9       |
| 7   | Helmut Fath           | Alfred Wohlgemuth (†)                                | BMW       | 8       |
| 8   | Pip Harris            | Ray Campbell                                         | BMW       | 8       |
| 9   | Jackie Beeton         | Eddie Bulgin                                         | Norton    | 4       |
| 10  | Heinz Luthringshauser | Heiner Vester                                        | BMW       | 2       |
| 10  | Charlie Freeman       | Billie Nelson                                        | Norton    | 2       |
| 10  | Henry Curchod         | Armand Beyeler                                       | BMW       | 2       |
| 10  | Chris Vincent         | John Thornton                                        | BSA       | 2       |
| 14  | Jo Rogliardo          | Marcel Godillot                                      | BMW       | 1       |
| 14  | Loni Neußner          | Fritz Reitmaier                                      | BMW       | 1       |
| 16  | Colin Seeley          | Wally Rawlings                                       | Matchless | 1       |

(Punten tussen haakjes zijn inclusief streepresultaten)

### Constructeurstitel zijspanklasse
| Pos | Constructeur | Ptn     |
| --- | ------------ | ------- |
| 1   | BMW          | 32 (48) |
| 2   | Norton       | 6       |
| 3   | BSA          | 2       |
| 4   | Matchless    | 1       |

(Punten tussen haakjes zijn inclusief streepresultaten)